# Polvo serán
Polvo serán es una película musical de tragicomedia y drama romántico de 2024, dirigida por Carlos Marqués-Marcet, quien la coescribió junto a Clara Roquet y Coral Cruz. Está protagonizada por Ángela Molina y Alfredo Castro. Se estrenó en el Festival Internacional de Cine de Toronto el 7 de septiembre de 2024, y luego se estrenó en cines españoles el 15 de noviembre de 2024, con distribución de Elastica Films.

## Trama
Tras ser diagnosticada con una enfermedad terminal, Claudia decide emprender su último viaje a Suiza. Allí podrá decidir cómo y cuando terminar su vida gracias a la ayuda de una asociación de suicidio asistido. Flavio, que no se ha separado de ella en más de cuarenta años, decide unirse a este viaje sin retorno. Violeta, mientras tanto, se convierte en mediadora involuntaria entre sus padres y todo lo que dejan atrás, al tiempo que intenta encontrar su lugar en esta historia.

## Reparto
- Ángela Molina como Claudia Aparicio
- Alfredo Castro como Flavio
- Mònica Almirall Batet como Violeta
- Patrícia Bargalló Moreira como Lea
- Alván Prado como Manuel
- Manuela Biedermann como Inger
- Nicolás Fuentes González como Juan

## Producción
En febrero de 2023, Clara Roquet comentó en una entrevista a El Nacional que estaba escribiendo una nueva película, titulada tentativamente Polvo serán, junto a Carlos Marqués-Marcet, quien también la dirigiría. El primer anuncio formal de la película tuvo lugar en diciembre de 2022, con el anuncio inicial de que Geraldine Chaplin y su hija Oona serían las protagonistas de la película. En noviembre de 2023, se anunció que el rodaje de la película había comenzado en octubre de ese año, con Ángela Molina, Alfredo Castro y Mònica Almirall como los protagonistas finales de la cinta, y que dicho rodaje concluiría en diciembre de 2023. El rodaje de la película tuvo lugar en Barcelona, los Alpes y Suiza.
El presupuesto total de Polvo serán es de 3.09 millones de euros, incluyendo 680.000 euros procedentes de las ayudas generales del ICAA.

## Lanzamiento y marketing
En julio de 2024, se anunció que Polvo serán tendría su estreno en el Festival Internacional de Cine de Toronto de 2024 el 7 de septiembre de 2024. El 21 de agosto de 2024, se anunció que la película tendría su estreno en España en la Seminci; y ese mismo día Elastica Films programó su estreno en cines españoles para el 15 de noviembre de 2024.
El septiembre de 2024, el póster de la película fue lanzado. El 18 de octubre de 2024, Elastica lanzó el tráiler de la película.

## Premios
- Premio Gaudí 2025 Mejor película en lengua no catalana. [13]
- Premio Gaudi 2025 Mejor dirección artística (Laia Ateca). [13]
- Premio Gaudí 2025 Mejor montaje (Chiara Dainese) [13]
- Premio Gaudí 2025 Mejor música original (Maria Arnal) [13]